# Adios, Sabata
Adios, Sabata (Originaltitel: Indio Black, sai che ti dico: Sei un gran figlio di…) ist ein Italo-Western, dem der Sabata-Stempel zur besseren Vermarktung erst nach Drehschluss aufgedrückt wurde. Im Original (und dem Titellied) heißt der Held Indio Black.

## Handlung
Sabata ist auf der Suche nach einem Goldversteck, das unter die Kontrolle von österreichischen Soldaten der mexikanischen Armee gefallen ist, die mit dem Kaiser Maximilian ins Land gekommen waren. Nach Auffinden will er es einer Gruppe mexikanischer Revolutionäre übergeben, die gegen die Invasoren kämpfen. Verschiedene Kumpane helfen ihm bei diesem Unterfangen; allerdings ist auch der amerikanische Abenteurer Ballantine aus gänzlich eigennützigen Motiven hinter dem Gold her, das schließlich beim hinterhältigen Oberst Schimmel gefunden wird, am Ende jedoch gar keiner Gruppe etwas nützt: Wind verweht es, ein Abgrund verschlingt es.

## Kritiken
„Ambitionierte Parodie auf Italo-Western, die die Klischees der Gattung streckenweise amüsant verspottet, aber trotz gelungener Einfälle in die selbstzweckhaften Effekte der Gattung zurückfällt.“

„Parolini demonstriert erneut seine erstklassigen handwerklichen Fähigkeiten im Rahmen eines hochunterhaltsamen Westerns, der dem Genre zwar nichts Wesentliches hinzufügt, aber toll ausschaut und effektiv ist“

„Äußerst unterhaltsamer Action-Western“

## Synchronisation
Die „Ultra Film Synchron“ besetzte unter Regie von Michael Guenther nach seinem Buch:
- Yul Brynner: Heinz Petruo
- Dean Reed: Eckart Dux
- Ignazio Spalla: Arnold Marquis
- Gérard Herter: Klaus Miedel
- Franco Fantasia: Ernst Wilhelm Borchert
- Bruno Corazzari: Eric Vaessen
- Antonio Gradoli: Martin Hirthe
- Federico Boido: Joachim Kemmer

In der deutschen Fassung wird das Titellied während der Credits von Synchronsprecher Heinz-Theo Branding mit einem „Adios Sabata“ überall da übersprochen, wo im Original der initiale Indio Black erwähnt wird.